# Costumbrismo

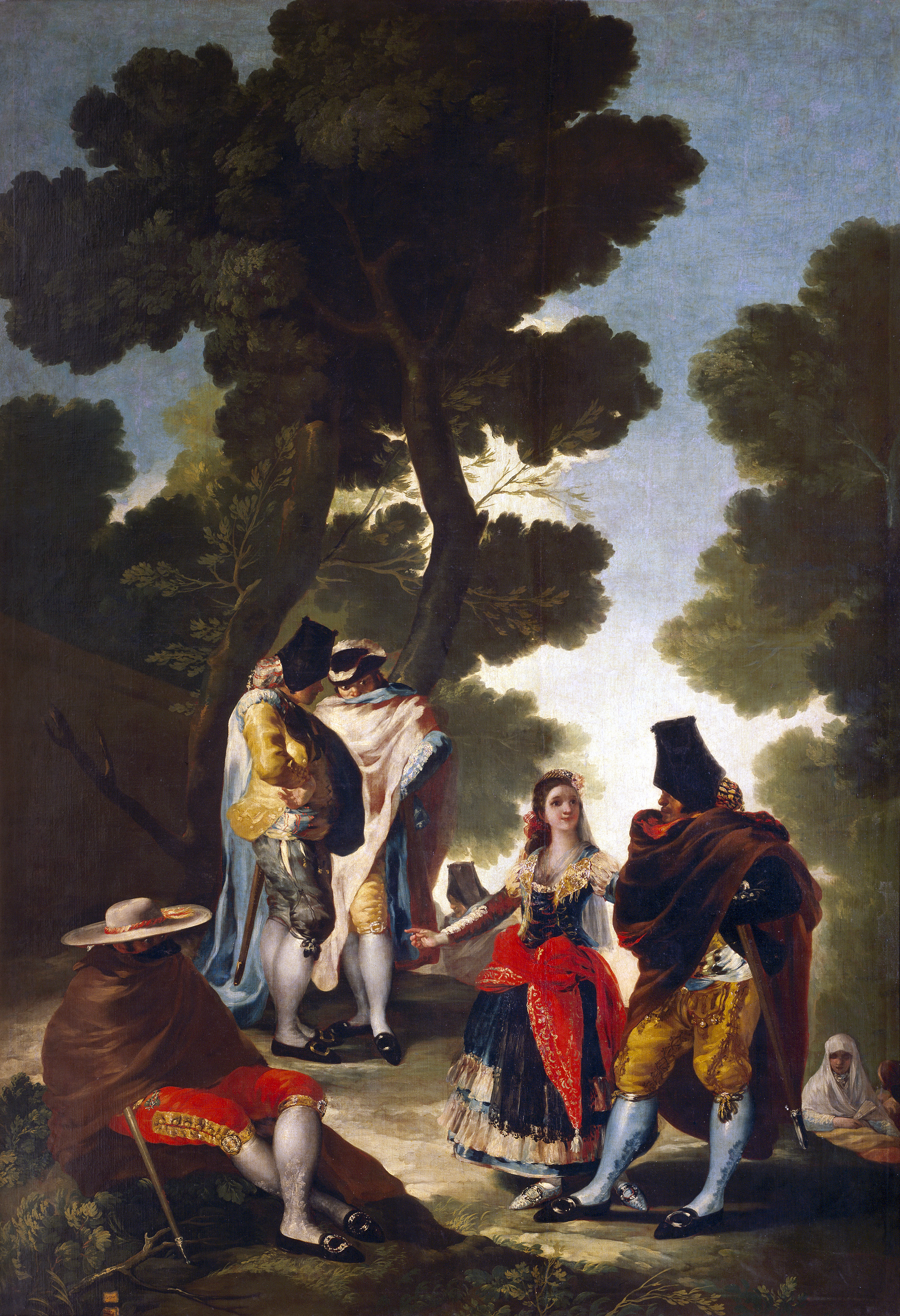
El paseo de Andalucía o La maja y los embozados, opera dipinta da Francisco Goya nel 1777, all'interno della serie costumbrista dei cartoni per arazzi. Museo del Prado.

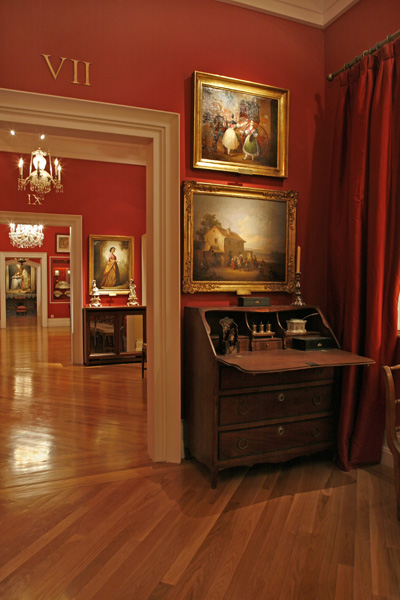
Camere dedicate ai costumbristi andalusi nel Museo del Romanticismo a Madrid.

Il termine costumbrismo (dallo spagnolo costumbre, ossia "costume") indica un genere di letteratura narrativa e di pittura sviluppatosi in Spagna nella prima metà del XIX secolo. Esso si contraddistingue per l'interesse nel creare un'opera d'arte prendendo spunto dai costumi e dagli usi popolari.

## Storia
Sebbene nella sua ricerca intitolata Los Costumbristas españoles il critico Correa Calderón indichi il XVII secolo come periodo di nascita del genere in questione, generalmente gli storici preferiscono postdatare alla fine del XVIII secolo, il momento storico in cui sia il teatro, grazie a Ramón de la Cruz e ad Juan Ignacio Gonzáles del Castillo, sia la narrativa, grazie invece a J.A. de Iza Zamácola, sull'esempio delle arti figurative proposte nella stessa epoca da Goya, innalzarono i costumi popolari al livello di tematica pregnante e fondamentale e quindi di strumento culturale.
L'età d'oro del costumbrismo si rivelò quella immediatamente seguente, in concomitanza con il fiorire e la diffusione del movimento romantico, durante il quale le scene popolari acquisirono una propria dimensione ed un proprio spazio letterario, raggiungendo notevoli risultati nelle opere di Ramón de Mesonero Romanos e nei racconti di Mariano José de Larra.
Curiosamente, quella che viene definita l'opera costumbrista più emblematica è una miscellanea, intitolata Los Españoles pintados por si mismos pubblicata nel 1843, che raccolse lavori non solamente dei più importanti scrittori dell'epoca, ma anche illustrazioni e disegni dei maggiori pittori del tempo, tra i quali Leonardo Alenza, Fernando Miranda, Antonio Cabral Bejarano (1798-1861), Francisco Lameyer (1825-1877), Vicente Urrabieta y Ortiz e Calixto Ortega.
Verso la metà del XIX secolo sorse in Spagna la letteratura realista, in qualche modo derivata da quella costumbrista, ma portante notevoli differenze nello stile, nella tecnica narrativa, nella trama e nella caratterizzazione dei personaggi. Tra i pittori che abbracciarono questa corrente vi è José Bermudo Mateos.
L'ultima opera propriamente costumbrista spagnola può ritenersi l'Escenas montañesas di José María de Pereda, anche se già nei suoi lavori le scene realistiche, pre-naturalistiche e le istanze sociali presero il sopravvento sul gusto del folclore e dei costumi popolari.
Il costumbrismo conobbe un nuovo periodo florido dopo la sua diffusione nelle Americhe nel corso dell'Ottocento e del Novecento, che da un lato influenzò considerevolmente lo sviluppo della letteratura ispanica e dall'altro rigenerò il costumbrismo con elementi autoctoni centro e Sudamericani.

Ancora oggi, in Messico, la frase «Se Franz Kafka fosse messicano, sarebbe costumbrista» viene comunemente usata sui giornali e sui mezzi di comunicazione di massa, per descrivere in modo sintetico ed efficace la situazione complessa del Paese.

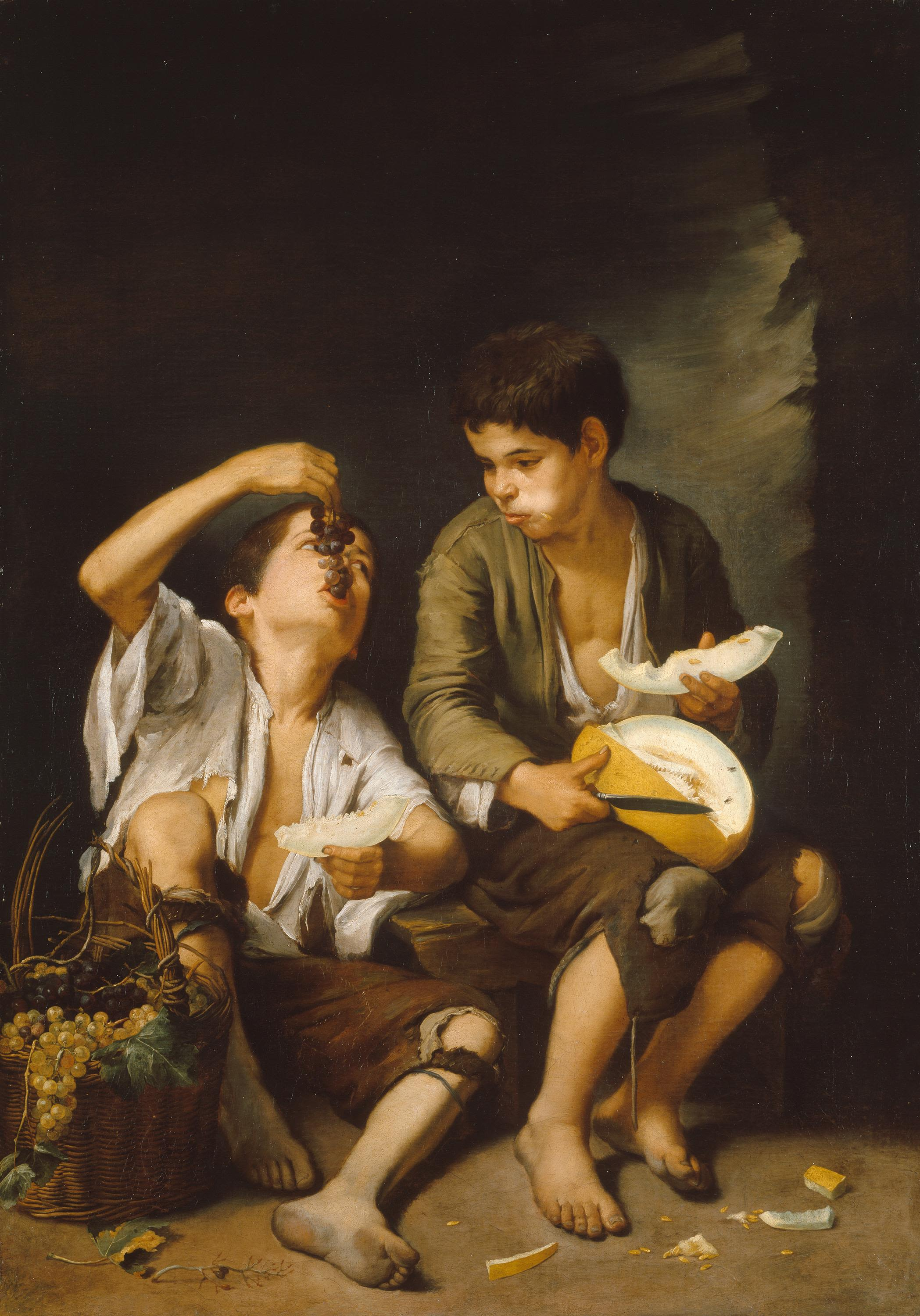
Bartolomé Esteban Murillo, Ragazzi che mangiano melone e uva, 1665-1675, Alte Pinakothek, Monaco
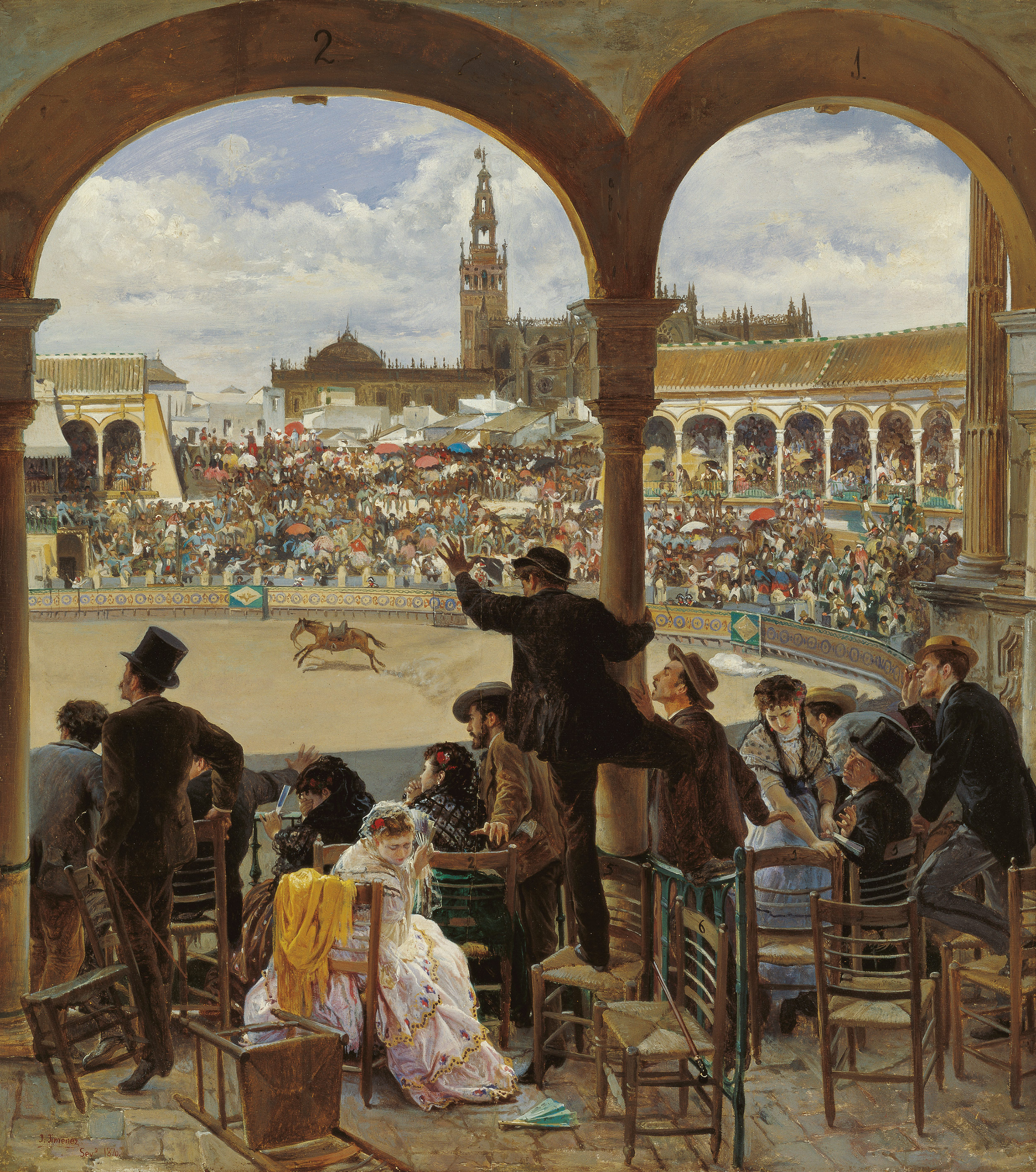
José Jiménez Aranda, Corrida, 1870, Carmen Thyssen Museum, Malaga
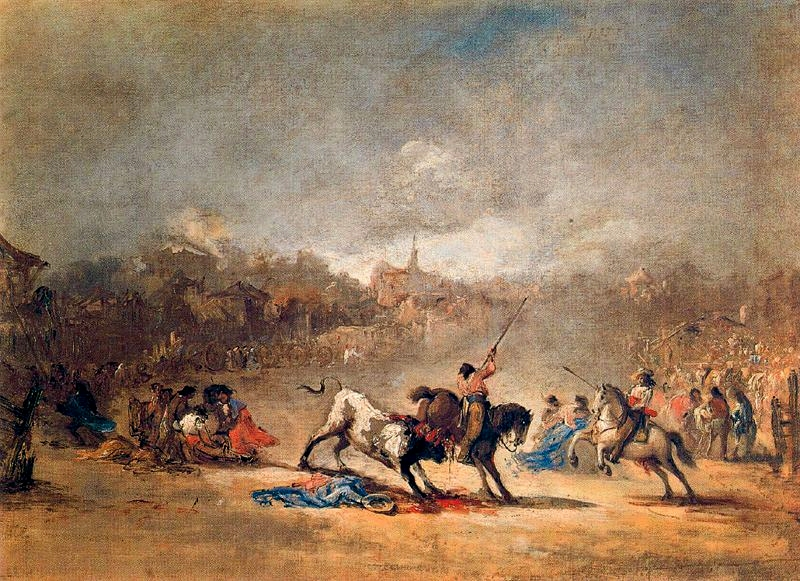
Eugenio Lucas Velázquez, Picadores, Museo del Prado, Madrid
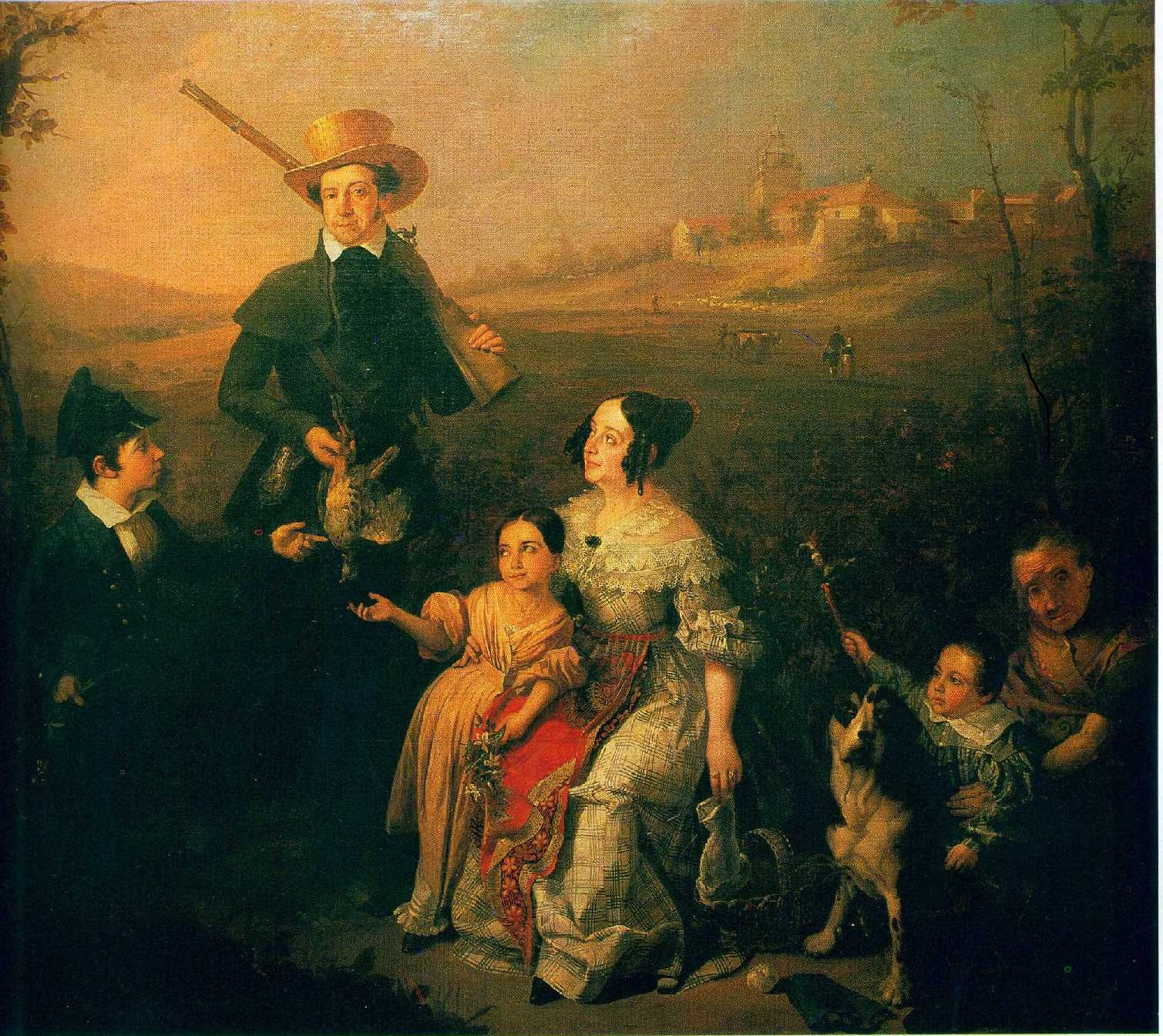
Antonio Cabral Bejarano, El Marquesado de Arco Hermoso y su familia. 1838, Colección particular.